# Georg Fischer (Mediziner)
Georg Fischer (* 6. Februar 1836 in Hannover; † 2. April 1921 ebenda) war ein deutscher Arzt, Chirurg und Musikschriftsteller.

## Leben
Georg Fischer besuchte in Hannover das Gymnasium und widmete sich nach abgelegtem Abitur ab 1855 einem Studium der Medizin an der Universität Göttingen, das er 1859 mit dem Erwerb des akademischen Grades eines Dr. med. abschloss. Nach einer zweijährigen Assistenzarzttätigkeit an der Göttinger Chirurgischen Klinik, gefolgt von einer Studienreise zur Weiterbildung nach Prag, Wien, Berlin und Paris, ließ er sich 1862 als praktischer Arzt in Hannover nieder.
Georg Fischer nahm als Freiwilliger am Deutsch-Französischen Krieg 1870/71 als Assistent von Louis Stromeyer teil und betrieb dann seine eigene Allgemeinpraxis weiter, bis er 1880 wurde zum Leitenden Oberarzt der Chirurgischen Abteilung des Stadtkrankenhauses Hannover bestellt wurde. Fischer veranlasste in dieser von ihm bis 1913 versehenen Funktion mehrere Reformen, so die Einführung von Schwestern zur Krankenpflege und die Trennung der Geisteskranken und der syphilitischen Mädchen von der chirurgischen Abteilung.
Georg Fischer, der unter anderem den chirurgischen Bereich der neugegründeten Hannoverschen Zeitschrift für praktische Heilkunde übernahm, veröffentlichte neben medizinischen Fachschriften wie dem Handbuch der allgmeinen Operations- und Instrumentenlehre und Kapiteln über die Krankheiten des Halses im von Pitha und Billroth herausgegebenen Handbuch der allgemeinen und speziellen Chirurgie als Herausgeber auch die Briefe von Billroth und eine Reihe von Beiträgen zur Theater- und Musikgeschichte Hannovers.

## Schriften (Auswahl)
- Beiträge zur Frage über die Entstehung des Zuckers im thierischen Organismus. Dissertation. Druck der Universitäts-Buchdruckerei von Ernst August Huth, Göttingen 1859.
- Chirurgie vor 100 Jahren. Historische Studie. [Gewidmet der Deutschen Gesellschaft für Chirurgie]. Verlag von F. C. W. Vogel, Leipzig 1876. Neudruck mit dem Untertitel Historische Studie über das 18. Jahrhundert aus dem Jahre 1876 und mit einem Vorwort von Rolf Winau: Springer-Verlag, Berlin / Heidelberg / New York 1978, ISBN 3-540-08751-6. Noch zu Fischers Lebzeiten ins Englische übersetzt.
- Opern und Concerte im Hoftheater zu Hannover. Hahn’sche Buchhandlung, Hannover 1899; 2., vermehrte Auflage unter dem Titel Musik in Hannover. Hannover / Leipzig 1903; archive.org.
- Hans von Bülow in Hannover. 1902.
- Definitive Heilung eines Kehlkopfkrebses nach partieller Exstirpation des Kehlkopfes. In: Deutsche Zeitschrift für Chirurgie, 1909, Band 100.
- Kleine Blätter. 2. Auflage. 1916.
- Marschner-Erinnerungen. Hahn’sche Buchhandlung, Hannover/Leipzig 1918.
- Roderich von Lehmann, Charakterkomiker. Hahn’sche Buchhandlung, Hannover 1919.
- Franziska Ellmenreich. 1919.
- Aus meinem Leben. Autobiografie. 1939.